# Osamu Maeda
Osamu Maeda (japonsko 前田 治), japonski nogometaš, * 5. september 1965.
Za japonsko reprezentanco je odigral 14 uradnih tekem.